# Внешняя политика Ниуэ
Ниуэ — это небольшое островное государство в Тихом океане, состоящее в свободной ассоциации с Новой Зеландией. Так как Ниуэ является частью Новой Зеландии, то главой государства Ниуэ является британский король.
Справочник о деятельности органов Организации Объединённых Наций отмечает, что в 1988 году «Новая Зеландия заявила, … что её будущее участие в международных соглашениях больше не будет распространяться на … Ниуэ».
Ниуэ было предоставлено членство в ЮНЕСКО в 1993 году и Всемирной организации здравоохранения в 1994 году. Также в 1994 году Секретариат ООН «признал полную правоспособностью заключать договоры … Ниуэ».
Новая Зеландия сохраняет конституционную связь с Ниуэ в отношении гражданства, в том числе с людьми из Ниуэ, которые являются гражданами Новой Зеландии.
Ниуэ проводит двусторонние отношения с другими странами и взаимодействует с международным сообществом в качестве независимого государства.
Несмотря на самоуправление, Новая Зеландия оставляет за собой право контроля и управления обороной и внешней политикой по просьбе Ниуэ. Как и Острова Кука, однако, Ниуэ начала установить официальные дипломатические отношения с суверенными государствами.
Посол Китая в Новой Зеландии Чжан Лимин аккредитован в Ниуэ, став первым китайским послом, вручившим верительные грамоты там в октябре 2008 года.

## Дипломатические отношения
На ноябрь 2015 года Ниуэ установило дипломатические отношения с 18 государствами, а также Островами Кука, Косово и ЕС. Ниже приведены список данных государств по регионам.
Европа
1. Италия[5] (12 сентября 2015 года)
2. Франция[6][7] (15 января 2012 года или ранее)

- Косово[8][9] (24 июня 2015 года)
- Европейский союз[10][11] (23 января 2001 года)

Азия
1. Израиль[12][13] (август 2023 года)
2. Индия[14] (30 августа 2012 года)
3. Китай[15] (12 декабря 2007 года)
4. Малайзия[16] (30 января 1996 года)
5. Сингапур[17](6 августа 2012 года)
6. Таиланд[18] (27 августа 2013 года)
7. Турция[19] (7 июня 2014 года)
8. Япония[20][21] (15 мая 2015 года)

Северная Америка
1. Куба[22] (5 сентября 2014 года)
2. США[23] (12 сентября 2023 года)
3. Канада[24] (25 сентября 2023 года)

Южная Америка
1. Бразилия[25] (2 сентября 2016 года)
2. Чили[26] (6 июля 2021 года)

Океания
1. Австралия[27] (27 февраля 2014 года)
2. Науру[28] (9 января 2004 года или ранее)
3. Новая Зеландия[29] (2 августа 1993 года)
4. Папуа — Новая Гвинея[30] (1994 год или ранее)
5. Самоа[31] (июнь 2014 года или ранее)
6. Фиджи (ноябрь 2015 или ранее)[32][33]

- Острова Кука[34] (2013)

## Участие в международных организациях
Член:
- ВОЗ
- ЮНЕСКО
- страны АКТ
- ФАО
- МФСР
- AOSIS
- ОЗХО
- Форум тихоокеанских островов
- SPARTECA
- Секретариат тихоокеанского сообщества
- ВМО

Ассоциированный член:
- Содружества наций
- ЭСКАТО

В ноябре 2011 года Ниуэ было одним из восьми членов-учредителей Группы полинезийских лидеров, региональной организации, которая намерена сотрудничать по целому ряду вопросов, в том числе культуры и языка, образования, реагирования на изменение климата, торговли и инвестиций.